# Harry Abbott (cầu thủ bóng đá, sinh năm 1883)
Harry Abbott (sinh năm 1883 ở Blackburn, Anh) là một cầu thủ bóng đá từng thi đấu ở Football League cho Bolton Wanderers và ở Southern League cho Swindon Town. Ông thường thi đấu ở vị trí inside right.